# Clodomiro Bonfigli
Clodomiro Bonfigli (Camerino, 19 settembre 1838 – Roma, 28 dicembre 1909) è stato un medico e politico italiano.

## Biografia
Laureato in medicina e chirurgia a Roma effettua le prime esperienze a Camerino, dove lavora alla clinica medica del locale ateneo, interessandosi alla neuropsichiatria. Le sue ricerche gli valgono la libera docenza e la nomina a direttore prima dell'ospedale psichiatrico di Reggio Emilia, quindi di quello di Ferrara, dove crea una clinica neuropsichiatrica e approfondisce gli studi sulle alienazioni mentali. 
È stato uno dei primi specialisti a chiarire la natura psichica dell'isterismo, tenta per la prima volta una classificazione delle malattie nervose con alienazioni mentali su basi anatomiche, e definìsce le psicosi pellagrose. 
Nel 1893 è nominato direttore dell'ospedale Santa Maria della Pietà a Roma, dove per alcuni mesi insegna anche psichiatria all'università. In parlamento si fa promotore di due leggi, quella di istituzione degli istituti medico-psicopedagogici e quella sull'assistenza psichiatrica. Ha fondato la Lega nazionale per la protezione dei fanciulli deficienti.
Ritiratosi a vita privata nel 1905, dedica i suoi ultimi anni agli studi storici, che gli valgono la nomina a membro della Deputazione di storia patria dell'Emilia e delle Marche.